# إستر هوارد
إستر هوارد (بالإنجليزية: Esther Howard)‏ هي ممثلة أمريكية، ولدت في 4 أبريل 1892 في الولايات المتحدة، وتوفيت في 8 مارس 1965 بهوليوود في الولايات المتحدة بسبب نوبة قلبية.

## أعمال

### أفلام
- (1937) النهاية الميتة
- (1940) ماك جنتي العظيم
- (1945) مغامرة

## وصلات خارجية
- إستر هوارد على موقع IMDb (الإنجليزية)
- إستر هوارد على موقع ألو سيني (الفرنسية)
- إستر هوارد على موقع تيرنر كلاسيك موفيز (الإنجليزية)
- إستر هوارد على موقع أول موفي (الإنجليزية)
- إستر هوارد على موقع قاعدة بيانات برودواي على الإنترنت (الإنجليزية)
- إستر هوارد على موقع قاعدة بيانات الأفلام السويدية (السويدية)
- إستر هوارد على موقع قاعدة بيانات الفيلم (الإنجليزية)
- إستر هوارد على موقع كينوبويسك (الروسية)